# Rabastens
Rabastens är en kommun i departementet Tarn i regionen Occitanien i södra Frankrike. Kommunen ligger i kantonen Rabastens som tillhör arrondissementet Albi. År 2022 hade Rabastens 5 801 invånare.

## Befolkningsutveckling
Antalet invånare i kommunen Rabastens
| Referens: INSEE |